# Slavkov (Uherské Hradiště-i járás)
Slavkov település Csehországban, a Uherské Hradiště-i járásban. Slavkov Vlčnov, Nivnice, Horní Němčí, Strání, Boršice u Blatnice, Dolní Němčí, Suchov és Nová Lhota településekkel határos. Lakosainak száma 684 fő (2024. január 1.).

## Népesség
A település lakosságának változását az alábbi diagram mutatja:
| Lakosok száma | 595  | 696  | 848  | 732  | 744  | 678  | 669  | 659  | 662  | 684  |
|               | 1869 | 1890 | 1921 | 1950 | 1980 | 2001 | 2017 | 2019 | 2022 | 2024 |